# さそり座オミクロン星
さそり座ο星（さそりざオミクロンせい、ο Scorpii、ο Sco）は、さそり座の恒星である。見かけの等級は4.6と、肉眼でみることができる明るさである。年周視差から計算した距離は、およそ900光年である。

## 特徴

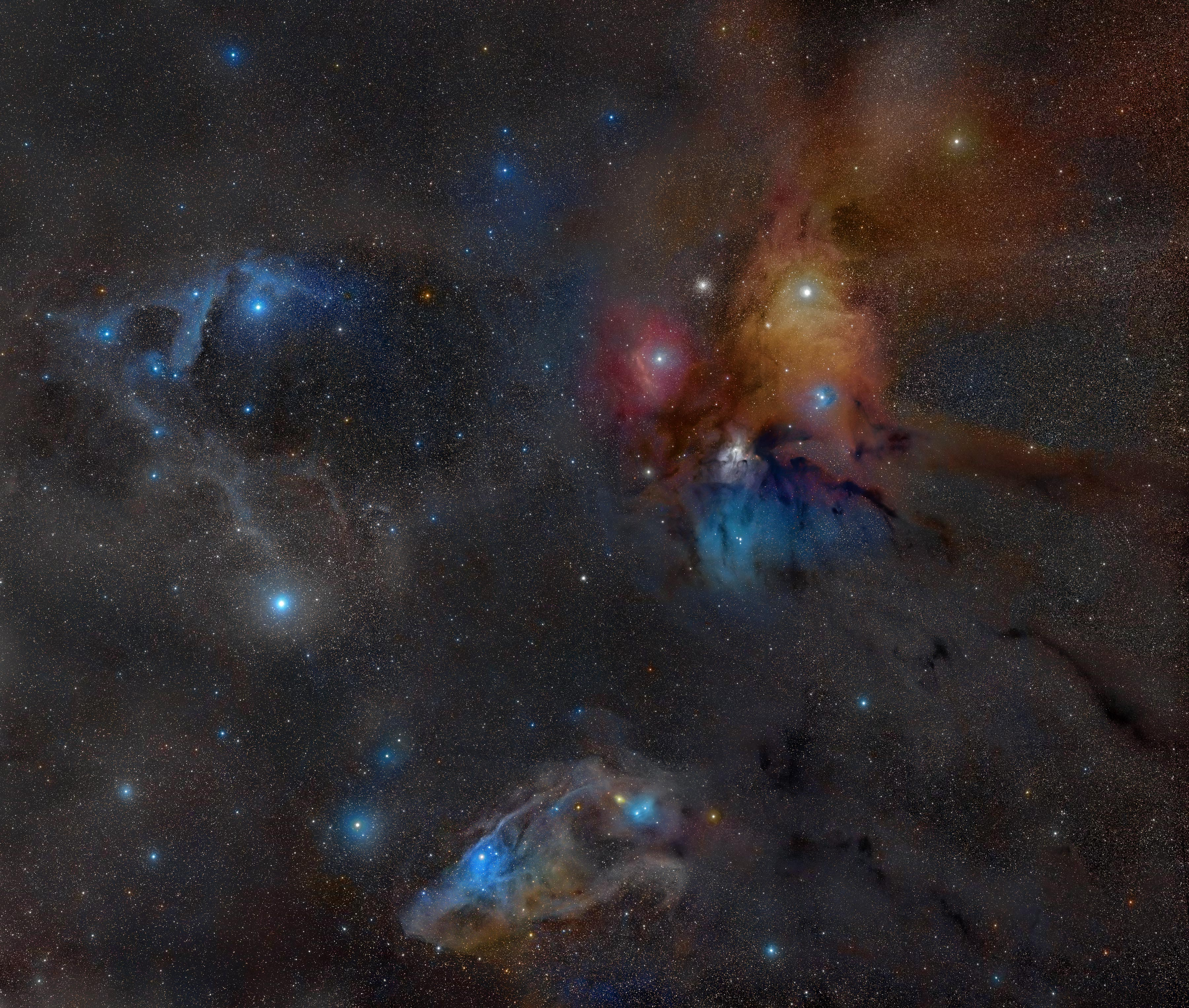
中央右寄りにみえる「さそり座の五角形」の恒星のうち、最も中央寄りの白い恒星がさそり座ο星。その上（南）の赤い星雲中の恒星はさそり座σ星、右下（北東）の青い星雲中の多重星はへびつかい座ρ星。

さそり座ο星は、いくつかの点で天文学者の関心を集めてきた。それは、さそり座OB2アソシエーションに属すとみられ、その中でもとりわけ明るくみえること、へびつかい座ρ分子雲の近くにみえること、強い星間赤化を受けていること、である。これらの理由から、星間減光や、星間物質によって天体からの光の偏光状態が変化する星間偏光を調べるために、さそり座ο星は数多く観測されてきた。

### アソシエーション
さそり座ο星は、さそり座OB2のうち上部さそり座小グループに属すると考えられていたが、ヒッパルコス衛星が測定した固有運動によってそれが疑われ、進化段階や年周視差から推定した距離も、上部さそり座小グループとは食い違うため、アソシエーションの一員ではなく背景の恒星とみなされるようになっている。

### 物理的性質
さそり座ο星は、A型輝巨星で、スペクトル型はA5 IIと分類される。質量は太陽の9倍程度、有効温度はおよそ8,370K、年齢は大体3000万年と推定されており、光度は太陽の7千倍、半径は太陽の40倍程度になるとみられる。
さそり座ο星は、実際には5等星だが、星間減光によって恒星本来の明るさよりも2.3等級程暗くなっているとみられ、それがなければ2等星としてみえていたと考えられる。